# Coppa della Germania Est 1959
La Coppa della Germania Est 1959  è stata la nona edizione della competizione.
Di seguito sono riportati i risultati dagli ottavi di finale, ma la competizione ha visto la partecipazione anche di 30 squadre finaliste nei distretti regionali e di squadre provenienti dalle serie inferiori della Germania Est che si son sfidate i nturni di qualificazione prima di affrontare le 14 squadre della Oberliga, prima divisione della Germania orientale.
Nonostante i vincitori avrebbero potuto entrare in Coppa delle Coppe, il regime comunista li considerò deboli e li sostituì con i secondi in campionato.

## Ottavi
25 maggio 1959
| ASK Vorwärts Berlin - BSG Chemie Leuna           | 4:1 |
| SC Wismut Karl-Marx Stadt - ASG Vorwärts Rostock | 2:0 |
| BSG Motor Zwickau - SC Rotation Leipzig          | 9:2 |
| SC Dynamo Berlin - SC Chemie Halle               | 3:2 |
| SC Turbine Erfurt - SG Dynamo Hohenschönhausen   | 1:0 |
| BSG Rotation Babelsberg - SC Traktor Schwerin    | 1:2 |
| ASG Vorwärts Leipzig - BSG Motor Süd Brandenburg | 2:1 |
| SC Motor Jena - SC Fortschritt Weißenfels        | 2:4 |

## Quarti
27 agosto 1959
| SC Traktor Schwerin - SC Dynamo Berlin          | 0:4 |
| SC Fortschritt Weißenfels - BSG Motor Zwickau   | 0:1 |
| ASG Vorwärts Leipzig - SC Turbine Erfurt        | 0:3 |
| ASK Vorwärts Berlin - SC Wismut Karl-Marx Stadt | 2:3 |

## Semifinali
16-21  ottobre 1959
| SC Turbine Erfurt - SC Wismut Karl-Marx Stadt | 0:3     |
| SC Dynamo Berlin - BSG Motor Zwickau          | 2:1 dts |

## Finale
| Clubs     | SC Dynamo Berlin - SC Wismut Karl-Marx-Stadt  |
| Risultato | 0-0                                           |
| Data      | 6 dicembre 1959                               |
| Stadio    | Bruno-Plache-Stadion, Lipsia 8 000 spettatori |
| Arbitro   | Werner Bergmann, Hildburghausen               |
| Marcatori |                                               |

### Ripetizione
| Clubs                     | SC Dynamo Berlin - SC Wismut Karl-Marx-Stadt |
| Risultato                 | 3-2 |
| Data                      | 13 dicembre 1959 |
| Stadio                    | Bruno-Plache-Stadion, Berlino 47 000 spettatori |
| Arbitro                   | Werner Bergmann, Hildburghausen |
| Marcatori                 | 1:0 Hofmann (17.) 1:1 Tröger (30.) 2:1 Schröter (55. rig) 2:2 S. Kaiser (65.) 3:2 Hofmann (67.) |
| Espulsi                   | Bringfried Müller (57.) |
| Dynamo Berlino            | Willi Marquardt - Konrad Dorner, Werner Heine, Martin Skaba - Herbert Maschke, Waldemar Mühlbächer - Christian Hofmann, Hermann Bley, Klaus Thiemann, Günter Schröter, Ralf Quest (46. Karl Schäffner), ALL: Fritz Bachmann |
| SC Wismut Karl-Marx-Stadt | Klaus Thiele - Lothar Schlegel, Bringfried Müller, Siegfried Wolf - Dieter Erler, Manfred Kaiser - Lothar Killermann, Klaus Zink, Gottfried Eberlein, Willy Tröger, Siegfried Kaiser, ALL:Gerhard Hofmann                   |

## Campioni
| Coppa della Germania Est 1959 |
| ----------------------------- |
| Dynamo Berlino Primo titolo   |